# Longana
Longana – miasto w Vanuatu; na wyspie Ambae; stolica prowincji Penama; 730 mieszkańców (2006). W mieście znajduje się port lotniczy Longana.